# No Doubt
No Doubt é uma banda estadunidense de rock, que iniciou seu trabalho como cover da banda inglesa Madness, em 1986. Seus integrantes são Gwen Stefani (vocais), Tom Dumont (guitarras), Tony Kanal (baixo elétrico), e Adrian Young (baterias). Desde meados da década de 1990, foram apoiados pelo trombonista e tecladista Gabrial McNair e pelo trompetista e tecladista Stephen Bradley em apresentações ao vivo.
Embora o álbum de estreia homônimo de 1992 não tenha causado impacto, seu sucessor, The Beacon Street Collection, inspirado no ska punk, vendeu mais de 100.000 cópias em 1995, mais do que o triplo de seu predecessor. Seu 3º álbum, Tragic Kingdom (1995) vendeu mais de 16 milhões de cópias pelo mundo todo, e beneficiou do ressurgimento da terceira onda do ska, e o single "Don't Speak", o terceiro single do álbum, estabeleceu um recorde quando passou 16 semanas no número um lugar na parada Billboard Hot 100 Airplay. "Just a Girl", co-escrita por Stefani, foi descrita como "a versão mais popular do CD". Tragic Kingdom levou dois anos para ser gravado, e boa parte das letras falavam do fim do relacionamento amoroso de Gwen e Tony.
O álbum seguinte do grupo, Return of Saturn (2000), apesar de seu single "Simple Kind of Life", não alcançou o sucesso de seu álbum anterior, mas recebeu elogios da crítica e foi indicado para Melhor Álbum de Rock no 43º Grammy Awards. Quinze meses depois, a banda reaparece com o álbum Rock Steady (2001), que incorporou o reggae e o dancehall em seus trabalhos. O álbum foi gravado principalmente na Jamaica e contou com colaborações com os artistas jamaicanos Bounty Killer, Sly and Robbie e Lady Saw. O álbum produziu dois singles ganhadores do Grammy, "Hey Baby" e "Underneath It All". "Hella Good" também foi indicada ao prêmio Grammy. Em 22 de novembro de 2002, No Doubt recebeu a Chave da Cidade de Anaheim, dada pelo Prefeito de Anaheim, Tom Daly, na Disneylândia durante a apresentação da banda em 'Breakfast with Kevin and Bean' (KROQ-FM), onde tocaram cinco canções. Após uma turnê em 2004, a banda embarcou em projetos solo, com Stefani lançando dois álbuns solo de sucesso Love. Angel. Music. Baby. (2004) e The Sweet Escape (2006), enquanto Tom Dumont lançou seu próprio projeto de música solo, Invincible Overlord. Em 2008, a banda voltou a trabalhar lentamente em seu sexto e último esforço, intitulado Push and Shove (2012), e lançou seu single "Settle Down". Eles venderam mais de 33 milhões de discos em todo o mundo.
Durante sua carreira, a banda ganhou dois prêmios Grammy e vendeu 28 milhões de discos em todo o mundo.

## História

### Início (1986-1995)
Eric Stefani e sua irmã Gwen formaram uma banda chamada Apple Core, em 1986. Eric aprendeu sozinho a tocar acordeão e tocava para a banda com Gwen cantando back-up.
Cerca de um ano mais tarde Eric conhece John Spence em uma lanchonete e tinha falado sobre a obtenção de um grupo para tocar música. Eric tinha um teclado e outros integrantes se juntaram a banda. A formação incluiu Eric Stefani (teclados), Gwen Stefani (vocal), John Spence (vocais), Jerry McMahon (guitarra), Chris Leal (baixo), Gabriel Gonzalez (trompete), e Tony e Alan Meade (saxofone e trompete respectivamente). Eles praticavam na garagem dos pais de Eric.
Tony Kanal foi em um dos primeiros shows da banda e logo se juntou à banda como baixista. Depois de inicialmente ser rejeitado, começa a namorar Gwen, mas eles mantiveram o relacionamento em segredo por um ano.
Em dezembro de 1987, Spence comete suicídio alguns dias antes da banda fazer um show no "The Roxy Theatre" para serem ouvidos por uma gravadora. O No Doubt se desfez, mas decidiu reagrupar após várias semanas com Alan Meade nos vocais. Quando Meade deixou a banda, Gwen substituiu-o como vocalista, e o No Doubt continuou a desenvolver uma sequência de shows ao vivo na Califórnia. No início de 1988, Tom Dumont deixou Rising, uma banda de metal pesado na qual era membro com sua irmã, afirmando que bandas locais "foram para beber, vestindo Spandex ", mas que queria se concentrar na música. Entrou No Doubt e substituiu Jerry McMahon como guitarrista, acrescentando influências do metal ao seu som. Adrian Young substituiu Chris Webb como baterista do ano seguinte.
Impressionado com a presença do irracional, o stage diving de fãs e a presença de palco do No Doubt e Gwen, Tony Ferguson assinou um contrato com a recém-criada Interscope Records em 1990. Auto-intitulado No Doubt, o álbum de estreia foi lançado em 1992 e não apresentavam singles, porém um videoclipe foi feito para "Trapped in a Box". O álbum distintamente otimista trazia um som ska, pop, cartoon e fortemente um contrastante com o então dominante movimento grunge. O álbum não foi apoiado pela gravadora e foi considerado um fracasso comercial para a venda de apenas 30 mil cópias. 
A banda embarcou em uma turnê nacional para divulgar o álbum, embora a Interscope se recusasse a apoiar a turnê. A banda não conseguiu trazer o público que tinha atraído na Califórnia. Eric Stefani começou a se afastar do grupo, oscilando entre estar dentro e fora da banda.
A banda começou a trabalhar em seu próximo álbum no próximo ano, mas seu material foi muito rejeitado pela Interscope, e a banda foi emparelhada com o produtor Matthew Wilder. Eric não queria abandonar o controle criativo para alguém de fora da banda e finalmente parou de gravar e ensaiar. Ele não deixou nenhuma dúvida em 1994, para retomar uma carreira de animação com os desenhos animados da série de televisão Os Simpsons. Kanal, em seguida, terminou seu relacionamento de sete anos com Gwen, dizendo que ele precisava de mais "espaço". Sem saber o que fazer com da banda, Interscope sublicenciou o projeto à Trauma Records em 1995. Naquele mesmo ano o No Doubt lançou The Beacon Street Collection, composta por outtakes das sessões de gravações anteriores, lançado pela sua própria gravadora, a Sea Creature Records. Misturando punk rock e algumas influências grunge em bandas de 1980, o álbum contém um som mais cru do que No Doubt, e vendeu mais do triplo do seu antecessor. Mais tarde naquele ano, a gravadora lançou "Tragic Kingdom", e boa parte das músicas retratavam o relacionamento entre Tony Kanal e Gwen Stefani.

### Sucesso Mainstream (1995-2000)
Antes da divulgação do vídeo "Just a Girl", na MTV e outros estabelecimentos a banda realizou shows na Disneylândia para Grad Night em 1995, onde eles colocaram uma exibição notável. Gwen usava a mesma roupa, da capa de Tragic Kingdom, um vestido vermelho. Tragic Kingdom e o single "Just a Girl", permitiu ao grupo atingir o sucesso comercial. A banda começou uma turnê de divulgação do álbum no final daquele ano, e ela cresceu em um mês para uma turnê internacional. Em 1996, o segundo single, "Spiderwebs", foi bem sucedido, e "Don't Speak", uma balada escrita sobre Stefani e Kanal, foi lançado como o terceiro single e quebrou o recorde anterior, quando ficou no topo da Billboard Hot 100 Airplay por 16 semanas. 
No Doubt foi nomeado para "Melhor Novo Artista"  e "Melhor Álbum de Rock"  no Grammy Awards 1997. Até o final do ano, metade das músicas do Tragic Kingdom foram lançadas como singles e o álbum foi certificado platina oito vezes. Mais tarde, foram nomeados para mais dois Grammys: "Canção do Ano" e Melhor "Performance Pop por um Duo ou Grupo com Vocais", com Don't Speak. O álbum foi certificado diamante pela RIAA, e com as vendas mundiais de 16 milhões, é um dos 100 discos mais vendidos da história. 
O álbum de estreia "No Doubt", começou a vender cópias mais uma vez com o sucesso de Tragic Kingdom e atingiu vendas totais de mais de 250 mil cópias.
O lançamento do álbum alimentou uma disputa entre a Trauma e a Interscope Records sobre o contrato de gravação do No Doubt. A Trauma processou em U$100 milhões a Interscope por quebra de contrato, fraude e extorsão, alegando que renegou seu contrato após a banda ter mais sucesso do que o esperado. O No Doubt afirmou anteriormente que havia mudado para Trauma Records e que a transição foi "muito grande... Porque agora temos a atenção e o foco de uma pequena gravadora." O caso foi resolvido fora do tribunal com 3 milhões de dólares como pagamento.
A banda terminou sua turnê em dezembro de 1997 e teve vários lançamentos durante o ano. "Live in the Tragic Kingdom", um show da banda, foi lançado e The Beacon Street Collection foi re-lançado enquanto a banda estava em turnê naquele ano. A banda gravou "I Throw My Toys Around" com Elvis Costello para The Rugrats Movie, e contribuiu com um cover de "Hateful" ao álbum Burning London: The Clash Tribute. Stefani começou a fazer gravações sem a banda, contribuindo para faixas vocais de Brian Setzer Orchestra, Prince, Fishbone & Familyhood Nextperience, e seu namorado Gavin Rossdale, da banda Bush. Depois de algum tempo sem novos álbuns, o No Doubt incluía sua canção "New" na trilha sonora do filme "Go" em 1999. "New", foi inspirada no relacionamento de Gwen com Rossdale, foi uma das primeiras canções escritas depois do lançamento do Tragic Kingdom.